# Kandijkoek
Kandijkoek is een peperkoek die aan de bovenzijde gedecoreerd is met kandij. Deze koek is geschikt om als snijkoek gepresenteerd te worden. 
De kandij wordt verkregen door suiker eerst in warm water te laten oplossen en daarna te laten kristalliseren, totdat er grote witte korrels ontstaan. Wanneer er bruine suiker wordt gebruikt, verkrijgt men donkergekleurde korrels. De bovenzijde van de koek wordt vervolgens met de kandijkorrels bestrooid.